# الخزنة (فلم 2012)
الخزنة (بالإنجليزية: Safe) هو فيلم حركة وجريمة أمريكي تم اصداره عام 2012، من بطولة جيسون ستاثام والذي يلعب فيه دور شرطي فاسد سابق يدعى (لوكا) ويقوم بحماية طفلة موهوبة تدعى (مي) والتي تستغلها العصابات الصينية من أجل إدارة اعمالهم في نيويورك، يقوم ستاثام بحماية الطفلة من المافيات الروسية وعصابات صينية وعناصر فاسدة من شرطة نيويورك التي تلاحق الطفلة للحصول على رقم سري لخزينة تحوي 30 مليون دولار.

## القصة
لوكا رايت (جيسون ستاثام) وهو شرطي سابق فاسد ومقاتل في قفص الحلبة، يفوز بشكل غير مقصود في معركة ثابتة، مما يثير غضب إميل دوتشسكي (ساندور تيكسي) رئيس المافيا الروسية. كعقوبة له يقتل فاسيلي ابن دوشيسكي (جوزيف سيكورا) ورجاله زوجة رايت الحامل، ثم يعد بقتل أي شخص يتكلم معه بانتظام. يترك لوكا حياته ويصبح متشرد بلا مأوى. في هذه الأثناء، في الصين تُختَطف مي (كاثرين تشان)، وهي طفلة عبقرية في الرياضيات والحساب وحفظ الأرقام، تُختَطف من قبل رجال يعملون لحساب الرئيس تياد هان جياو (جيمس هونج). هان يرغب في استخدام مي كآلة حاسبة ذهنية للقضاء على أثره الرقمي الذي يمكن تتبعه في مشروعه الإجرامي. يرسلها إلى مدينة نيويورك، في رعاية عصابات تشيوان تشانج (ريجي لي) الوحشية.
بعد عام واحد، يصل الرئيس هان من الصين ويطلب من مي حفظ رقم طويل. وفي الطريق لاسترداد رقم ثاني، يتم نصب كمين لسيارتهم من قبل المافيا الروسية. ويتم أخذ مي إلى إميل، الذي يطلب منها الرقم، لكن مي ترفض. قبل أن يتمكنوا الروس من استجوابها، يتم مقاطعتهم من قبل الشرطة، برئاسة الشرطي الفاسد (روبرت جون بورك)، والذي يعمل مع هان. تهرب مي أثناء الارتباك بينهم، ويطاردها الروس إلى محطة مترو أنفاق. يكون لوكا هناك ويفكر بالانتحار. يتعرف لوكا على تشيمياكن (ايغور جيجيكين)، أحد الرجال الذين قتلوا زوجته، ويرى مي وهي تحاول الهروب منهم، فيدخل القطار ويقتل تشيمياكن والروس الآخرين. تهرب مي في المحطة التالية، ليوقفها اثنان من المباحث الفاسدين الذين يعملون مع «وولف». يصل لوكا ويضرب المحققين، مقنعاً مي بنواياه الطيبة.
يختبئا لوكا ومي في أحد الفنادق، وعندها تفول مي الرقم للوكا، ويخمن لوكا حينها أنها رمز الجمع الآمن. يتعقب كوان مي، من خلال هاتفها الخلوي الذي يحتوي جهاز تتبع، وتهرب معه خلال عملية الهروب، حيث يحارب لوكا ورجال كوان في الفندق. يلتقي الكابتن وولف مع رئيس البلدية داني تريميلو (كريس ساراندون)، الذي يعلم أن لوكا شرطي سابق ومتورط. ويحذر وولف موضحًا أن لوكا لم يكن شرطيًا منتظمًا، بل قاتل حكومي مسؤول عن العديد من العمليات السوداء بناء على أوامر من ضباطه القياديين في محاولة للقضاء على المنظمات الإجرامية في منطقة نيويورك، إلى جانب شريكه السابق أليكس روزن (أنسون ماونت). حياة لوكا في المنفى ليست واحدة من الضرورات، بل هي تكفير عن الأشياء التي فعلها للحكومة.
باستخدام هاتف تشيمياكن، لوكا يقبض على فاسيلي ويختطفه. ويقبل اميل على مضي التوصل إلى اتفاق بشأن حياة ابنه، موضحًا أن رقم مي يفتح خزنة آمنة في الحي الصيني بقيمة 30 مليون دولار، على الرغم من أنه لا يعرف محتويات الخزنة الثانية. يحتاج لوكا إلى فريق للوصول إلى الخزنة، ويوظف وولف ومخبريه. ومعاً يدخلون الحي الصيني ويقاتلون من خلال العديد من أفراد عصابة للوصول إلى الخزنة. عندما يكون لوكا على وشك فتحها يحاول وولف أن يخونه، لكن لوكا يقتل المحققين الباقين ويأخذ وولف رهينة باستخدام المال، ويرشح لوكا اليكس روزن، الذي يعمل للعمدة في إنقاذ مي. تكشف أليكس الخزنة الثانية التي ترجع إلى العمدة وهي تحتوي على قرص يحتوي على بيانات عن صفقاته الفاسدة. يلتقي أليكس مع كوان، يعرض صلاحياته القتالية بقتل كوان ورجاله بينما يراقب مي. في مكان آخر يعتدي لوكا على رئيس البلدية ويسترد نسخة من قرص العمدة.
يقوم أليكس ولوكا بترتيب لقاء، ولوكا يرفض التنازل عن المال، وبدلًا من ذلك يقترح عليه أن يأخذ المال بالطريقة الصعبة، أي يقصد أن يحصل بينهما قتال. قبل أن يبدأوا تطلق مي النار أليكس، وتجرحه، ويقتله لوكا. في أعقاب ذلك يعطى لوكا 50 ألف دولار لوولف ويكلفه بالعودة إلى والده فاسيلي دون أن يصاب بأذى. يرسل ما تبقى من المال إلى هان، لشراء حرية مي، ومهدداً بإفساد عمليات هان وكشف حساباته في الصين إذا حاول هان استعادة مي. يغادر هان مدينة نيويورك باشمئزاز، ويخفي لوكا عدة نسخ من القرص في جميع أنحاء المدينة. ويتركا لوكا ومي المدينة متجهين غربًا إلى سياتل. وتسأله مي إذا كانوا آمنين في النهاية، فيجيبها لوك دع الأيام تمضي.

## الادوار
- جيسون ستاثام بدور لوكا رايت
- كاثرين تشان بدور الطفلة مي
- كريس ساراندون بدور العمدة داني تريميلو
- روبرت جون بدور القائد وولف

## وصلات خارجية
- مقالات تستعمل روابط فنية بلا صلة مع ويكي بيانات